# Forges Delaire
Les Forges Delaire est une ancienne usine de coutellerie située à Thiers dans le département du Puy-de-Dôme en région Auvergne-Rhône-Alpes.

## Histoire
L'usine remonte à 1664, année où elle ouvrit ses portes. En 1880, Jean Delaire rachète un bâtiment industriel dit Usine de Montmeillant, situé dans la voie du même nom. Papeterie gérée par la famille Bouchet-Malmenaide depuis 1836, elle a été reprise en 1864 par la famille Greliche, qui y installe un rouet à émoudre.
Au XXe siècle, l'usine se spécialise dans la fabrication de cisailles, de sécateurs et de ciseaux. En 1980, l'usine est rachetée par le groupe lyonnais Anoflex et change son orientation de fabrication pour travailler dans le domaine de l'automobile. Fin 2004, avec moins de 10 salariés, l'usine ferme définitivement ses portes.

## Situation
L'usine est située dans la profonde Vallée des Usines sur la commune de Thiers. Les eaux de la Durolle coulent au pied du bâtiment. La Route départementale n°45 passe sur la rive droite de la Durolle tandis que l'usine est sur sa rive gauche.
Seule l'impasse Montmillant permet d'accéder à l'ancienne usine.

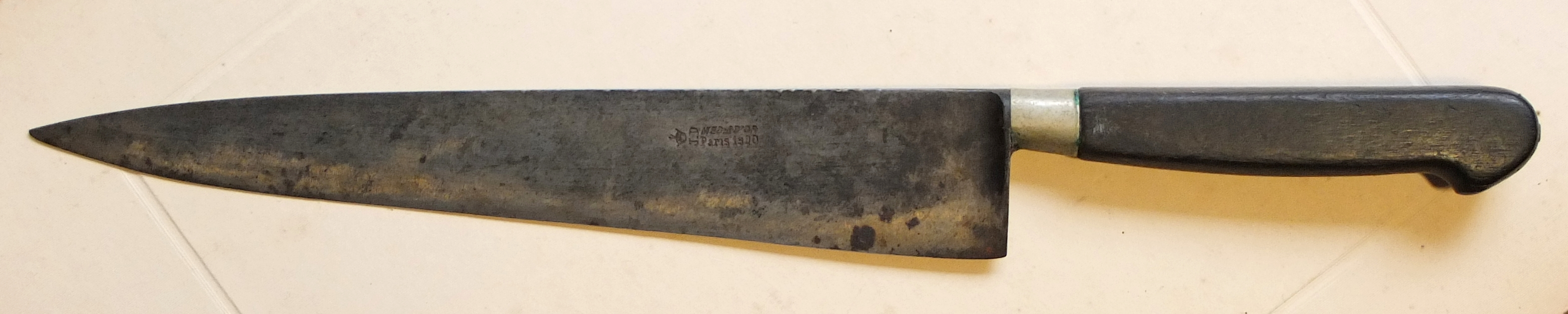
Couteau de cuisine, lame 22 cm, vers 1920.
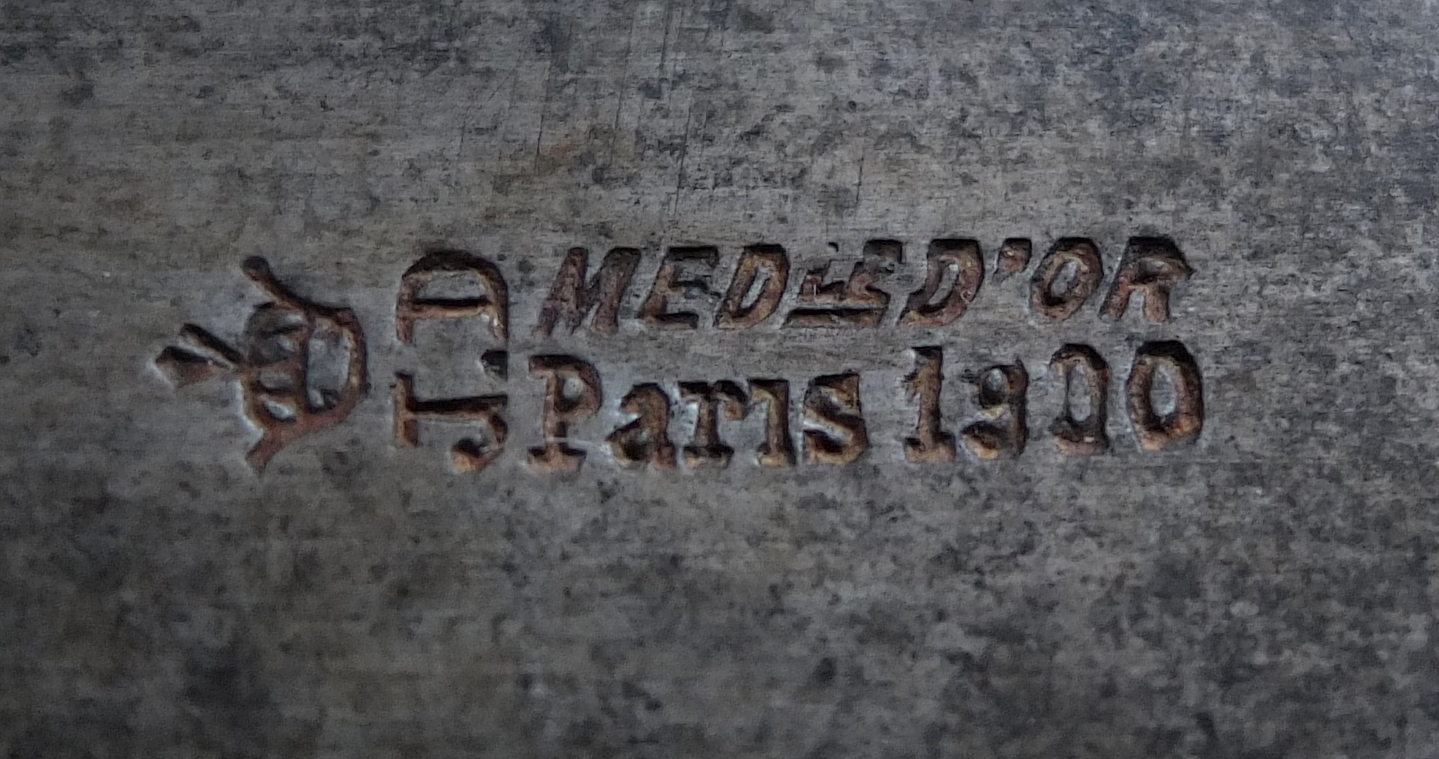
Marque de fabrique sur une lame vers 1920.